# Quốc lộ 51
Quốc lộ 51 là một trong những quốc lộ tại Việt Nam. Quốc lộ bắt đầu tại thành phố Biên Hòa, tỉnh Đồng Nai, qua huyện Long Thành (Đồng Nai), tại địa phận tỉnh Bà Rịa – Vũng Tàu thì quốc lộ 51 đi qua thành phố Phú Mỹ (huyện Tân Thành cũ), thành phố Bà Rịa và điểm cuối của quốc lộ nằm tại thành phố Vũng Tàu (Bà Rịa – Vũng Tàu). Quốc lộ 51 chính là một phần của đường Xuyên Á AH17. Toàn tuyến quốc lộ dài 86 km.

## Lịch sử
Quốc lộ 51 trước năm 1975 được gọi là Quốc lộ 15, khi đó quốc lộ 15 gồm đoạn từ ngã 3 Vườn Mít đến ngã 3 cầu Suối Quan (gần vòng xoay Cổng 11) và từ ngã 3 cầu Suối Quan đến vòng xoay Cầu Cửa Lấp thuộc TP. Vũng Tàu. Sau khi thống nhất 2 miền, hệ thống quốc lộ ở miền Nam được sắp xếp lại, đồng thời tuyến tránh TP. Biên Hòa từ ngã 3 cầu Suối Quan đến ngã tư Vũng Tàu được xây dựng. Tuyến tránh này cùng với đoạn từ ngã 3 cầu Suối Quan đến vòng xoay Cầu Cửa Lấp được đổi tên thành quốc lộ 51 như hiện nay. Đoạn từ ngã 3 Vườn Mít đến ngã 3 cầu Suối Quan được đổi tên thành đường Phạm Văn Thuận và đường Bùi Văn Hòa
Năm 2014, khi đường Võ Nguyên Giáp (Quốc lộ 1) hoàn thành, tuyến đường này giao cắt với đường Bùi Văn Hòa tạo thành vòng xoay Cổng 11.

## Chiều dài
Chiều dài đi qua của Quốc lộ 51 ở mỗi tỉnh:
- Tỉnh Đồng Nai: qua 2 địa phương: thành phố Biên Hòa và huyện Long Thành, dài 37 km.
- Chiều dài Quốc lộ 51 qua Thành phố Biên Hòa: dài 17 km (Km 0 - Km 17)
  - Phường Long Bình Tân, thành phố Biên Hòa
  - Phường An Hòa, thành phố Biên Hòa
  - Phường Phước Tân, thành phố Biên Hòa
  - Phường Tam Phước, thành phố Biên Hòa
- Chiều dài Quốc lộ 51 qua huyện Long Thành: dài 20 km (Km 17 - Km 37)
  - Xã An Phước, huyện Long Thành
  - Xã Long Đức, huyện Long Thành
  - Xã Lộc An, huyện Long Thành
  - Thị trấn Long Thành, huyện Long Thành
  - Xã Long An, huyện Long Thành
  - Xã Long Phước, huyện Long Thành
  - Xã Phước Thái, huyện Long Thành
  - Xã Phước Bình, huyện Long Thành

Ranh giới giữa tỉnh Đồng Nai và Bà Rịa – Vũng Tàu trên Quốc lộ 51 nằm tại Khu công nghiệp Sonadezi Gò Dầu, địa giới giáp ranh là ở khu vực Ấp 2, Xã Phước Bình, huyện Long Thành, tỉnh Đồng Nai và khu phố Phú Hà, phường Mỹ Xuân, thị xã Phú Mỹ, tỉnh Bà Rịa – Vũng Tàu.
- Tỉnh Bà Rịa – Vũng Tàu: qua 3 địa phương: thành phố Phú Mỹ, thành phố Bà Rịa, thành phố Vũng Tàu: dài 49 km.
- Chiều dài Quốc lộ 51 qua thành phố Phú Mỹ: Dài 23 km (Km 37 - Km 60)
  - Phường Mỹ Xuân, thị xã Phú Mỹ
  - Phường Phú Mỹ, thị xã Phú Mỹ
  - Phường Tân Phước, thị xã Phú Mỹ
  - Phường Phước Hòa, thị xã Phú Mỹ
  - Phường Tân Hòa, thị xã Phú Mỹ
  - Phường Tân Hải, thị xã Phú Mỹ
- Chiều dài Quốc lộ 51 qua thành phố Bà Rịa: Dài 8 km (Km 60 - Km 68)
  - Phường Kim Dinh, thành phố Bà Rịa
  - Phường Long Hương, thành phố Bà Rịa
  - Phường Phước Trung, thành phố Bà Rịa
- Chiều dài Quốc lộ 51 qua thành phố Vũng Tàu: Dài 18 km (Km 68 - Km 86)
  - Phường 12, thành phố Vũng Tàu

## Các nút giao
- Ngã ba Bến Gỗ giao với đường Hương lộ 2 dẫn vào khu đô thị Long Hưng
- Ngã ba cầu Suối Quan giao với đường Bùi Văn Hòa. Khi đường Võ Nguyên Giáp được xây dựng, ở gần ngã ba này hình thành thêm ngã tư và được gọi là vòng xoay Cổng 11.
- Ngã ba Thái Lan (thuộc khu vực phường Tam Phước, thành phố Biên Hòa, tỉnh Đồng Nai): Ngã ba hình thành do đường tên Phùng Hưng nối với Quốc lộ 51, ngày nay là ranh giới giữa thành phố Biên Hòa và huyện Long Thành, tỉnh Đồng Nai. Trong thời chiến tranh Việt-Mỹ, trước năm 1972 một đơn vị lính Thái Lan tham gia quân đồng minh trú đóng tại vùng này. Con đường trước dẫn vào trường Thiết giáp của Quân lực Việt Nam Cộng hòa. Ngày nay khu vực ấy là trường Lục quân, Quân đội Nhân dân Việt Nam. Đường này có thể nối với các đường khác đi Dầu Giây.
- Ngã tư Lộc An: giao lộ với đường tỉnh lộ 769 khởi đầu từ quốc lộ 51 giữa thị trấn Long Thành, đường tỉnh 769 đi về hướng Đông Bắc cắt đường 51B tại xã Lộc An rồi đi tiếp là hướng đi ra ngã tư Dầu Giây
- Ngã ba Cầu Xéo, giao lộ với tỉnh lộ 769 tại Cầu Xéo cách thị trấn Long Thành 1 km. Tỉnh lộ 769 dẫn đến Nhơn Trạch và phà Cát Lái.
- Ngã tư vòng xoay Long Thành, giao với Đường cao tốc Thành phố Hồ Chí Minh – Long Thành – Dầu Giây
- Ngã ba Dầu Khí còn gọi là ngã ba Nhơn Trạch (Huyện Long Thành): giao lộ với tỉnh lộ 25B. Tỉnh lộ 25B dẫn đến trung tâm huyện Nhơn Trạch và phà Cát Lái về thành phố Thủ Đức, Thành phố Hồ Chí Minh.
- Ngã ba Bà Ký (huyện Long Thành): giao lộ với hương lộ 12. Hương lộ 12 từ giao lộ với quốc lộ 51 dẫn đến chợ xã Long Thọ, huyện Nhơn Trạch.
- Ngã ba Bàu Cạn còn gọi là ngã ba 67 (cũ), (huyện Long Thành): đường liên xã nối quốc lộ 51 đến xã Bàu Cạn, huyện Long Thành, nông trường cao su Thái Hiệp Thành, xã Đồi 61, huyện Trảng Bom
- Ngã ba cao tốc Bến Lức – Long Thành (đang xây dựng)
- Ngã ba Mỹ Xuân (thị xã Phú Mỹ): đi Ngãi Giao, Hắc Dịch, khu du lich Hồ Tràm Osaka, Hồ Cốc
- Ngã ba Long Hương (thành phố Bà Rịa): đi Quốc lộ 56, đi thành phố Long Khánh, tỉnh Đồng Nai
- Vòng xoay Bà Rịa (thành phố Bà Rịa): đi Quốc lộ 55, thị xã La Gi, tỉnh Bình Thuận

Trên trục đường này có 3 trạm thu phí:
- Trạm T1 nằm ở Ngã ba Thái Lan thuộc Km 11 phường Tam Phước, thành phố Biên Hòa, tỉnh Đồng Nai
- Trạm T2 thuộc Km 29 xã Long An, huyện Long Thành
- Trạm T3 là trạm Long Sơn thuộc Km 56, xã Tân Hải, thị xã Phú Mỹ, tỉnh Bà Rịa – Vũng Tàu

Mặc dù đường rộng (8 làn xe) nhưng mật độ giao thông rất cao do nhu cầu vận tải sắt từ các nhà máy trong KCN Phú Mỹ (Vina Kyeo, PFS, SSC, BSV, ThepViet,...), xi măng (Holcim,...), hải sản từ cảng cá Vũng Tàu và các mặt hàng khác về Thành phố Hồ Chí Minh nên con đường trở nên chật hẹp và tai nạn giao thông thường xuyên xảy ra.

## Thông số chung
- Tổng chiều dài: 86 km;
- Chiều rộng: mặt đường rộng từ 25 m đến 38 m, trải bê tông nhựa;
- Trên đường có 15 cầu, tải trọng từ 13 tấn đến 25 tấn;
- Loại đường: đường cấp I đồng bằng. Mặt cắt ngang phù hợp 8 làn xe hỗn hợp. Riêng đoạn từ Vòng Xoay
- Ven đường là các vùng dân cư, các khu công nghiệp mới thành lập như Long Thành, Tam An, Nhơn Trạch, Mỹ Xuân, Phú Mỹ...
- Là con đường huyết mạch nối Bà Rịa – Vũng Tàu với các tỉnh thành khác nằm trong tam giác phát triển kinh tế của miền Nam: TP. Hồ Chí Minh - Đồng Nai - Bà Rịa Vũng Tàu

## Đường tránh, đường nhánh
Quốc lộ 51 khi vào thành phố Vũng Tàu chạy ở bờ tây và mở thêm 2 đường về phía đông lần lượt là 51B và 51C. Hiện nay đường Hai tháng Chín thuộc TP Vũng Tàu đang được dùng cho hướng quốc lộ 51. Đường 30-4 chuyển thành đường địa phương.
Ngày 2/8/2009, dự án mở rộng Quốc lộ 51 lên 8 làn xe đã chính thức được khởi công, tổng mức đầu tư lên đến 3.200 tỷ đồng.